# Кохання у великому місті
«Кохання у великому місті» — романтична комедія. Фільм вийшов в прокат у кінотеатрах 5 березня 2009.

## Сюжет
Дія фільму відбувається в Нью-Йорку. Головні герої — три друга Артем, Ігор і Олег, справжній «російський» фінн, на прізвисько «Сауна». Всім трьом близько тридцяти, вони працюють на чужині, а у вільний від роботи час відриваються, «як дорослі»: ходять в сауну, в стриптиз-бари, крутять короткі і ні до чого не зобов'язуючі романи. Секс для них давно перетворився на забіг на короткі дистанції, спокушені жінки — в трофеї, а тріумфальні перемоги — головна тема обговорення під час кожної парубочої вечірки.
Але одного разу випадок втручається в їх стале, безтурботне, нехлюйське життя… На черговій вечірці в одному з клубів особа дивного вигляду піднімає келих та виголошує тост: «Нехай те, за що випили ви, буде неможливо без того, за що випив я». Пройде зовсім небагато часу, і всі троє виявлять неприємну зміну — вони більше не можуть займатися сексом.
Як повернути чоловічу силу? Корінь женьшеню? Віагра? Тайський масаж? Консультації сексопатолога? Ніщо не рятує. За що? Чому? І чому так рано? І чому саме ми? З цими питаннями наші герої в розпачі бігають по фахівцях…
Зрештою, вони дізнаються, що та людина з клубу — розгніваний святий Валентин і він, застосувавши свої містичні здібності, «закодував» їх від безладних зв'язків. Їх врятує лише один засіб. Любов. І секс буде. Але лише з коханою жінкою. Залишилася справа за малим — знайти її…
У березні 2010 року відбулася прем'єра другої частини фільму за участю тих же героїв.

## У ролях
- Олексій Чадов — Артем
- Вілле Хаапасало — «Сауна»
- Володимир Зеленський — Ігор
- Віра Брежнєва — Катя
- Анастасія Задорожна — Аліса
- Світлана Ходченкова — Настя
- Олеся Железняк — Пелагея
- Аліка Смєхова — сусідка Раїса Монтіевна
- Єлизавета Арзамасова — Віра, сестра Насті
- Філіп Кіркоров — святий Валентин
- Сабіна Ахмедова — коханка Ігоря

## Знімальна група
- Автор сценарію: Марюс Вайсберг
- Режисер: Марюс Вайсберг
- Продюсери: Сергій Лівнєв, Лев Ніколау, Георгій Малков
- Оператор-постановник: Ірек Хартовіч

## Цікаві факти
- В одному з епізодів Сауна п'є суміш з препаратів для підвищення потенції та розглядає журнал «Playboy», на розвороті якого зображена Світлана Ходченкова, що грає у фільмі роль Насті.
- В одному з епізодів Сауна сидить на дивані та дивиться по телевізору відеокліп гурту «ВІА ГРА», учасницею якої була Віра Брежнєва, яка виконує роль Каті.

## Саундтреки
- John Paul Young — Love Is in the Air
- Братья Улыбайте — Хочу и баста
- Віра Брежнєва — Любовь в большом городе (Д. Гольде/К. Меладзе)
- Влад Сташевський — Любовь здесь больше не живет
- Дефоліант — One love
- Жуки — Батарейка
- Zемфіра — Почему
- Ранетки — Она одна
- Філіп Кіркоров — Просто подари
- Мумій Троль — Кот кота
- Мумій Троль — Это по любви
- Shantel — Disco boy
- Свинцевий туман — Я знаю
- Жанна Агузарова — Чудесная страна
- Леонід Утьосов — Сердце